# Акшемсетин (квартал в Еюпсултан)
„Акшемсетин“ (на турски: Akşemsettin) е квартал на Истанбул, разположен в градска околия Еюпсултан. Общата му площ е 1,4 км2. Според данни на Адресната система за регистриране на населението (ABPRS) към 2024 г. населението на „Акшемсетин“ е 38 332 жители.